# Pla Schlieffen

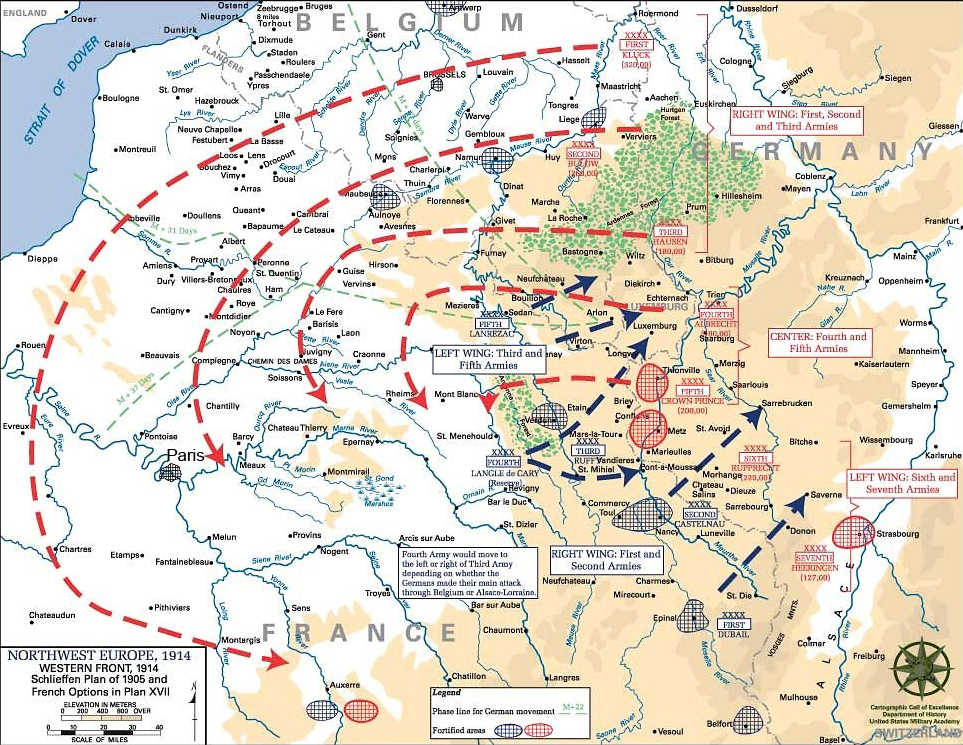
Moviments de tropes del pla Schlieffen i contraatacs francesos previstos.

El Pla Schlieffen era el pla estratègic global dels estats majors alemanys de final del segle xix i començament del xx per a un possible enfrontament contra França a l'oest i contra Rússia a l'est, que aprofitava les esperades diferències en la capacitat de mobilització d'ambdós països. Dissenyat per Alfred Graf von Schlieffen l'any 1905, en una versió modificada per Helmuth von Moltke, fou el pla estratègic que utilitzà Alemanya en esclatar la Primera Guerra Mundial i que malgrat els èxits inicials que dugueren les tropes alemanyes a pocs quilòmetres de París, fracassà en l'objectiu d'aconseguir una victòria ràpida i decisiva a l'oest.
La idea bàsica del pla era aconseguir una victòria ràpida a l'oest, en un màxim de 6 setmanes, per després transferir tropes al front oriental, on la lentitud de mobilització russa permetria aguantar l'atac rus durant aquestes 6 setmanes. Per aconseguir una ràpida victòria a l'oest, el pla preveia una ràpida mobilització de la majoria de tropes alemanyes a la frontera occidental i, obviant la neutralitat de Luxemburg i Bèlgica, penetrar a través de Bèlgica pel nord de França, amb un ràpid moviment de tota l'ala dreta de l'exèrcit alemany, mentre l'ala esquerra es mantenia a la defensiva a la zona dels Vosges i d'Alsàcia i Lorena. El moviment de l'ala dreta havia de superar el Sena i París pel flanc esquerre francès i arribar a envoltar la capital francesa pel sud, atrapant el gruix de l'exèrcit francès entre París i la frontera alemanya.
Von Schlieffen no va trigar a trobar problemes. L'exèrcit alemany hauria d'estendre's cap al nord amb una potent ala dreta, però sense afeblir el centre i l'esquerra, ja que s'hi esperava l'atac francès principal. Per a això li faltaven divisions i homes. No podia esperar que l'exèrcit regular (el qual es manté en èpoques de pau) pogués assumir un front tan llarg. Però se li va ocórrer una solució innovadora: usar els reservistes. Els reservistes eren considerats soldats mediocres i únicament aptes per a labors d'ocupació i rereguarda no pas per a la lluita però Schlieffen va decidir sumar-los al front. Així va poder mantenir una ala dreta potent i el centre i l'esquerra prou fortes com per a detenir l'atac francès.
Un dels punts més importants del pla era que sumava dos enemics més als alemanys: els belgues i els britànics. Creia, amb encert, que els britànics no podrien enviar gaires divisions fins força dies després. Pel que fa als belgues preveia que oposarien una resistència simbòlica i poc eficient. Aquí es va equivocar. Això va trencar els plans alemanys i va ser una causa que el pla no funcionés. Els alemanys necessitaven els ferrocarrils i ponts belgues per a transportar homes i material al front. Amb la resistència belga i les línies de ferrocarril, els ponts i altres infraestructures destruïts, els soldats alemanys van haver de fer a peu tot el trajecte fins a París mentre se'ls acabaven les provisions i municions. A més, moltes divisions es van haver de quedar enrere fent front als belgues que s'havien refugiat a Anvers, debilitant així la dreta alemanya. Això va contribuir a superioritat numèrica dels aliats al Marne.